# Argentinische Basketballnationalmannschaft
Die argentinische Basketballnationalmannschaft repräsentiert Argentinien bei internationalen Spielen oder bei Freundschaftsspielen.

## Geschichte
Argentinien gewann als erstes Team die Basketball-Weltmeisterschaft im Jahre 1950. Außerdem konnte die Mannschaft aus Südamerika auch die Goldmedaille bei den Olympischen Sommerspielen 2004 gewinnen.
Dieser 28. August war damit der erfolgreichste Tag Argentiniens in der Geschichte der Olympischen Spiele, denn am gleichen Tag gewann die argentinische Fußballmannschaft ebenfalls die Goldmedaille. Seit den Olympischen Spielen 1952 in Helsinki waren dies die ersten Goldmedaillen für Argentinien.
In Südamerika ist die argentinische Nationalmannschaft sehr dominant. Sie konnte bisher 13-mal die Kontinentalmeisterschaften für sich entscheiden (1934, 1935, 1941, 1942, 1943, 1966, 1976, 1979, 1987, 2001, 2004, 2008 und 2012). Zusätzlich gewannen die Argentinier die Amerikameisterschaften 2001 und 2011.

## Kader
| Spieler | Spieler              | Spieler           | Spieler | Spieler | Spieler  | Spieler                   |
| Nr.     | Name                 | Geburt            | Größe   | Info    | Einsätze | Verein                    |
| ------- | -------------------- | ----------------- | ------- | ------- | -------- | ------------------------- |
|         |                      | Guards (PG, SG)   |         |         |          |                           |
| 3       | Luca Vildoza         | 11.08.1995        | 191     |         |          | Saski Baskonia            |
| 7       | Facundo Campazzo     | 23.03.1991        | 179     |         |          | Real Madrid               |
| 8       | Nicolás Laprovíttola | 31.01.1990        | 194     |         |          | Real Madrid               |
| 9       | Nicolás Brussino     | 02.03.1993        | 200     |         |          | Basket Saragossa 2002     |
| 10      | Máximo Fjellerup     | 25.11.1997        | 191     |         |          | CA San Lorenzo de Almagro |
| 25      | Lucio Redivo         | 14.02.1994        | 183     |         |          | vereinslos                |
|         |                      | Forwards (SF, PF) |         |         |          |                           |
| 4       | Luis Scola           | 30.04.1980        | 204     |         |          | Shanghai Sharks           |
| 14      | Gabriel Deck         | 08.02.1995        | 202     |         |          | Real Madrid               |
| 29      | Patricio Garino      | 17.05.1993        | 196     |         |          | Saski Baskonia            |
|         |                      | Center (C)        |         |         |          |                           |
| 1       | Agustín Caffaro      | 06.02.1995        | 205     |         |          | CA San Lorenzo de Almagro |
| 12      | Marcos Delía         | 08.04.1992        | 206     |         |          | Fuerza Regia de Monterrey |
| 83      | Tayavek Gallizzi     | 08.02.1993        | 205     |         |          | Regatas Corrientes        |

| Trainer     | Trainer          | Trainer          |
| Nat.        | Name             | Position         |
| ----------- | ---------------- | ---------------- |
| Argentinien | Sergio Hernández | Cheftrainer      |
| Argentinien | Silvio Santander | Trainerassistent |

| Legende                   | Legende            |
| Abk.                      | Bedeutung          |
| ------------------------- | ------------------ |
| (C)                       | Mannschaftskapitän |
| Quellen                   |                    |
| Ligahomepage              |                    |
| Stand: 15. September 2019 |                    |

| Legende                   | Legende            |
| Abk.                      | Bedeutung          |
| ------------------------- | ------------------ |
| (C)                       | Mannschaftskapitän |
| Quellen                   |                    |
| Ligahomepage              |                    |
| Stand: 15. September 2019 |                    |

## Abschneiden bei internationalen Wettbewerben

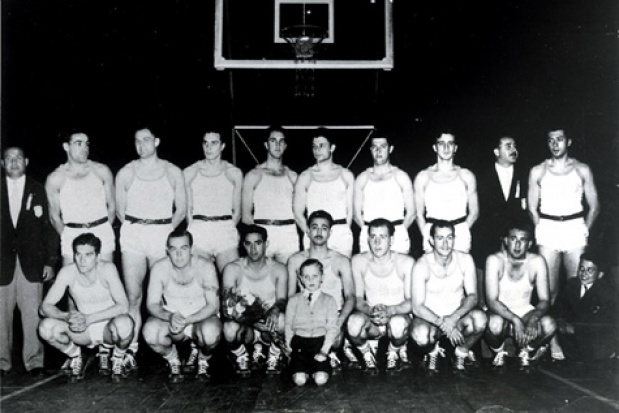
Argentinische Nationalmannschaft, die 1950 erster Basketball-Weltmeister der Geschichte wurde.

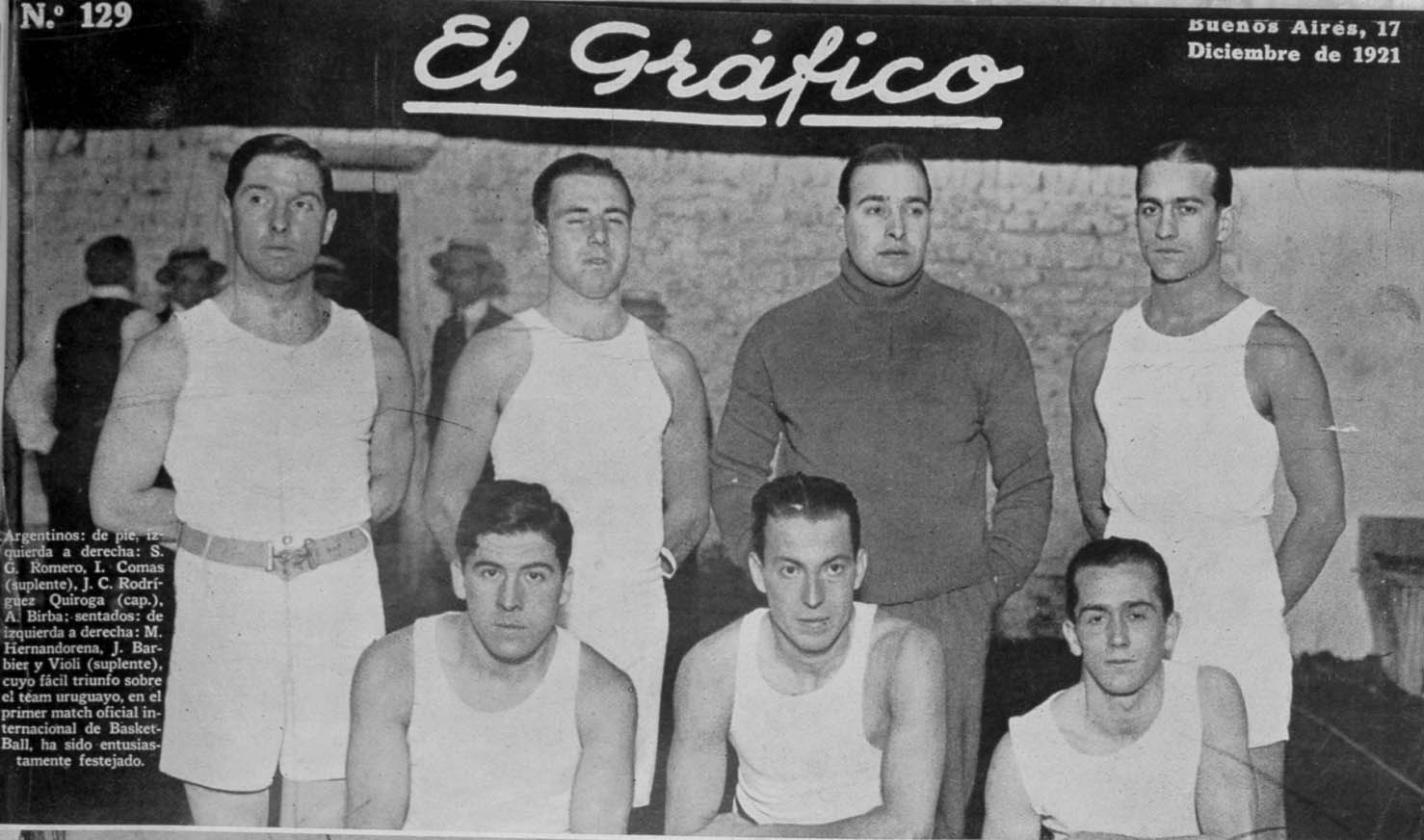
Erste Nationalauswahl Argentiniens im Jahre 1921

### Weltmeisterschaften
| - 1950 – . Platz - 1954 – 10. Platz - 1959 – 8. Platz - 1963 – 6. Platz - 1967 – 11. Platz - 1970 – nicht qualifiziert | - 1974 – 11. Platz - 1978 – nicht qualifiziert - 1982 – nicht qualifiziert - 1986 – 12. Platz - 1990 – 8. Platz - 1994 – 9. Platz | - 1998 – 8. Platz - 2002 – . Platz - 2006 – 4. Platz - 2010 – 5. Platz - 2014 – 11. Platz - 2019 – . Platz | - 2023 – nicht qualifiziert |

### Olympische Spiele
| - 1936 – nicht qualifiziert - 1948 – 15. Platz - 1952 – 4. Platz - 1956 bis - 1976 – nicht qualifiziert - 1980 – nicht teilgenommen - 1984 – nicht qualifiziert - 1988 – nicht qualifiziert | - 1992 – nicht qualifiziert - 1996 – 9. Platz - 2000 – nicht qualifiziert - 2004 – . Platz - 2008 – . Platz - 2012 – 4. Platz - 2016 – Viertelfinale - 2021 – 7. Platz |

### Amerikameisterschaften
| - 1980 – . Platz - 1984 – 7. Platz - 1988 – 5. Platz - 1989 – 8. Platz - 1992 – 6. Platz - 1993 – . Platz - 1995 – . Platz - 1997 – 4. Platz - 1999 – . Platz - 2001 – . Platz | - 2003 – . Platz - 2005 – . Platz - 2007 – . Platz - 2009 – . Platz - 2011 – . Platz - 2013 – . Platz - 2015 – . Platz - 2017 – . Platz - 2022 – . Platz |

### Panamerikanische Spiele
| - 1951 – . Platz - 1955 – . Platz - 1959 – nicht qualifiziert - 1963 – nicht qualifiziert - 1967 – 6. Platz - 1971 – 5. Platz - 1975 – 7. Platz - 1979 – 6. Platz - 1983 – 5. Platz - 1987 – 9. Platz | - 1991 – 6. Platz - 1995 – . Platz - 1999 – 4. Platz - 2003 – 6. Platz - 2007 – 4. Platz - 2011 – 7. Platz - 2015 – 5. Platz - 2019 – . Platz |

### Südamerikameisterschaften
| - 1930 – . Platz - 1932 – . Platz - 1934 – . Platz - 1935 – . Platz - 1937 – 5. Platz - 1938 – . Platz - 1939 – . Platz - 1940 – . Platz | - 1941 – . Platz - 1942 – . Platz - 1943 – . Platz - 1945 – . Platz - 1947 – 5. Platz - 1949 – 5. Platz - 1953 – nicht teilgenommen - 1955 – 4. Platz | - 1958 – 4. Platz - 1960 – . Platz - 1961 – . Platz - 1963 – 4. Platz - 1966 – . Platz - 1968 – 5. Platz - 1969 – . Platz - 1971 – . Platz | - 1973 – . Platz - 1976 – . Platz - 1977 – . Platz - 1979 – . Platz - 1981 – . Platz - 1983 – . Platz - 1985 – . Platz - 1987 – . Platz | - 1989 – . Platz - 1991 – . Platz - 1993 – . Platz - 1995 – . Platz - 1997 – . Platz - 1999 – . Platz - 2001 – . Platz - 2003 – . Platz | - 2004 – . Platz - 2006 – . Platz - 2008 – . Platz - 2010 – . Platz - 2012 – . Platz - 2014 – . Platz - 2016 – 4. Platz |

## Auszeichnungen
Die italienische Sportzeitung Gazzetta dello Sport wählte die argentinische Nationalmannschaft 2004 zur „Weltmannschaft des Jahres“.